# Pièces de monnaie en hryvnia ukrainienne
Les pièces de monnaie ukrainiennes sont une des représentations physiques, avec les billets de banque, de la monnaie de l'Ukraine.

## L'unité monétaire ukrainienne
La hryvnia actuelle (UAH)  est la devise  de l'Ukraine depuis le 2 septembre 1996, date à laquelle elle a remplacé le karbovanets ukrainien
La hryvnia est divisée en 100 kopecks

## Les pièces de monnaie de l'Ukraine

### La première série de pièces de circulation courante
Les pièces de cette première série sont de l'artiste ukrainien V. Lopata
- La pièce (1992–) de 1 kopeck (1 копійка) en acier inoxydable
- La pièce (1992–1996) de 2 kopecks (2 копійки) en aluminium
- La pièce (2001–) de 2 kopecks (2 копійки) en acier inoxydable
- La pièce (1992–) de 5 kopecks (5 копійок) en acier inoxydable
- La pièce (1992–) de 10 kopecks (10 копійок) en laiton
- La pièce (1992–) de 25 kopecks (25 копійок) en laiton
- La pièce (1992–) de 50 kopecks (50 копійок) en laiton
- La pièce (1995–1996) de 1 hryvnia (1 гривня) en laiton
- La pièce (2001– ) de 1 hryvnia (1 гривня) en aluminium-bronze

### Séries actuelles
| Image | Image | Dénomination et dimensions | Dénomination et dimensions | Date de sortie |
| ----- | ----- | -------------------------- | -------------------------- | -------------- |
|       |       | 1 kopeck                   | 16 mm                      | 1992–2016      |
|       |       | 2 kopecks                  | 17,30 mm                   | 1992–2014      |
|       |       | 5 kopecks                  | 24 mm                      | 1992–2015      |
|       |       | 10 kopecks                 | 16,3 mm                    | 1992~–         |
|       |       | 25 kopecks                 | 20,8 mm                    | 1992–2016      |
|       |       | 50 kopecks                 | 23 mm                      | 1992~–         |
|       |       | 1 hryvnia                  | 26 mm                      | 1995~2013      |
|       |       | 1 hryvnia                  | 26 mm                      | 2004–2016      |
|       |       | 1 hryvnia                  | 18,9 mm                    | 2018–          |
|       |       | 2 hryvnias                 | 20,2 mm                    | 2018–          |
|       |       | 5 hryvnias                 | 22,1 mm                    | 2019–          |
|       |       | 10 hryvnias                | 23,5 mm                    | 2020–          |

### Les pièces de collection ukrainiennes
De très nombreuses pièces de collection.